# میمی وان دورن
میمی وان دورن (انگلیسی: Mamie Van Doren؛ زادهٔ ۶ فوریهٔ ۱۹۳۱) بازیگر و خواننده اهل ایالات متحده آمریکا است. وی از سال ۱۹۵۰ میلادی تاکنون مشغول فعالیت بوده‌است.
از فیلم‌هایی که وی در آن‌ها نقش داشته است، می‌توان به نورچشمی معلم و شهر دختران اشاره نمود.